# Залізний закон заробітної плати
Залізний закон заробітної плати — використана Фердинандом Лассалем у середині дев'ятнадцятого століття назва економічної тенденції, за якою ринкова ціна праці (розмір заробітної плати, який у довгостроковій перспективі прагне до мінімальної заробітної плати, необхідної для підтримки життя працівника) завжди, або майже завжди, знижуватиметься зі збільшенням кількості працездатного населення і навпаки. Карл Маркс у «Критиці Готської програми» (1875 рік) відмітив, що власне Лассаль не вигадав нічого нового — головна ідея взята у Томаса Мальтуса з його закону народонаселення, а термінологія «залізний закон» взята у Гете з його «великих, вічних залізних законів».
Концепція Мальтуса щодо народонаселення добре узгоджувалась з емпіричними даними доіндустріального виробництва. Для Європи за період з 1250 по 1800 роки мальтузіанська модель точно описувала динаміку заробітної плати. Але індустріальне виробництво викликало демографічний перехід, через що розмір заробітної плати перестав прямолінійно впливати на народжуваність. Вже Девід Рікардо вважав, що це відбувається лише за певних умов.

## Лассаль

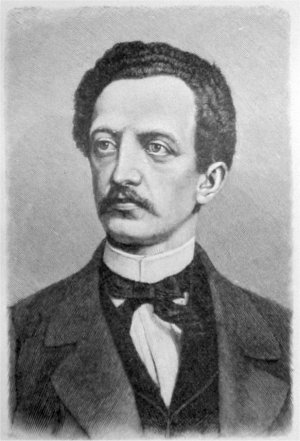
Фердинанд Лассаль (1825—1864)

За словами Александра Грея, Фердинанду Лассалю «належить заслуга винаходу» фрази «залізний закон заробітної плати», оскільки Лассаль писав про «das eiserne und grausame Gesetz» (залізний і жорстокий закон).
На думку Лассаля, заробітна плата не може опускатися нижче прожиткового мінімуму, оскільки без прожиткового мінімуму робітники не зможуть працювати. Однак конкуренція між працівниками за робочі місця призведе до зниження заробітної плати до цього мінімального рівня. Це випливає з демографічної теорії Мальтуса, згідно з якою чисельність населення зростає, коли заробітна плата вища за «прожитковий мінімум», і падає, коли заробітна плата нижча за прожитковий мінімум. Припускаючи, що попит на працю є заданою монотонно спадною функцією від реальної ставки заробітної плати, теорія передбачала, що в довгостроковій рівновазі системи пропозиція праці (тобто населення) зростатиме або зменшуватиметься до кількості працівників, необхідної для забезпечення прожиткового мінімуму.
Обґрунтуванням цього було те, що коли заробітна плата буде вищою, пропозиція праці зростатиме швидше порівняно з попитом, створюючи надлишкову пропозицію і, таким чином, знижуючи ринкову заробітну плату; коли заробітна плата буде нижчою за мінімальну, пропозиція праці зменшуватиметься і перестане задовольняти попит, через що ринкова заробітна плата буде зростати. Це створить динамічну конвергенцію до рівноваги прожиткового мінімуму за незмінної чисельності населення, відповідно до теорії попиту та пропозиції.
Як зауважив Рікардо, цей прогноз не справдиться доти, доки нові інвестиції, технології або якийсь інший фактор спричинятиме зростання попиту на робочу силу швидше, ніж населення: в такому випадку і реальна заробітна плата, і населення з часом зростатимуть. Демографічний перехід (перехід від високого рівня народжуваності та смертності до низького рівня народжуваності та смертності в міру індустріалізації країни) змінив цю динаміку в більшості розвинених країн світу, що призвело до того, що заробітна плата стала набагато вищою за прожитковий мінімум. Навіть у країнах, де населення все ще швидко зростає, потреба у кваліфікованій робочій силі в певних професіях призводить до того, що в одних зарплати зростають набагато швидше, ніж в інших.
Щоб відповісти на питання, чому заробітна плата може падати до рівня прожиткового мінімуму, Рікардо висунув закон ренти. Рікардо і Мальтус обговорювали цю концепцію в тривалому особистому листуванні.

## Рікардо

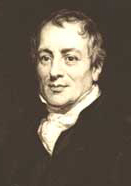
Девід Рікардо (1772—1823)

Розгляд сутності залізного закону заробітної плати приписували економістам, які писали раніше за Лассаля. Наприклад, Антонелла Стіраті (Antonella Stirati) вказує на твердження Йозефа Шумпетера, що Анн-Робер-Жак Тюрго вперше сформулював цю концепцію. Деякі (наприклад, Джон Кеннет Гелбрейт) приписують ідею Девіду Рікардо. За словами Террі Піча, економісти Хейні (1924), Дж. Р. Хікса (1973), Френка Найта (1935), Рамзі (1836), Джорджа Стіглера (1952) і Пола Семюельсона (1979) інтерпретують здобуток Рікардо як такий, що має більш гнучкий погляд на заробітну плату. Антонелла Стіраті також вважає, що Рікардо ближче до більш гнучких поглядів на населення, характерних для економістів до Мальтуса. Теоретик Генрі Джордж зауважив, що Закон Рікардо про ренту не означає, що зниження заробітної плати до рівня існування є незмінним фактом, а натомість він вказує шлях до реформ, які могли б значно підвищити реальну заробітну плату, наприклад податок на вартість землі. Рікардо провів різницю між природною ціною та ринковою ціною. Для Рікардо природною ціною праці були витрати на утримання робітника. Проте Рікардо вважав, що ринкова ціна праці або фактично виплачувана заробітна плата може нескінченно перевищувати природний рівень заробітної плати через протилежні економічні тенденції:
Незважаючи на тенденцію заробітної плати відповідати своєму природному рівню, її ринкова ставка може в суспільстві, що вдосконалюється, протягом невизначеного періоду часу постійно перевищувати його; адже не встигне затихнути імпульс, який надає збільшений капітал новому попиту на працю, як нове збільшення капіталу може призвести до такого ж ефекту; і, таким чином, якщо збільшення капіталу буде поступовим і постійним, попит на працю може постійно стимулювати збільшення кількості людей. 
Рікардо також стверджував, що природна заробітна плата не обов'язково є такою, яка необхідна для фізичного підтримання робітника, але може бути набагато вищою залежно від «звичок і звичаїв» нації. Він писав:
Англійський робітник вважав би свою заробітну плату нижчою за її природну норму і занадто мізерною, щоб утримувати сім'ю, якби вона дозволяла йому купувати лише картоплю і жити не в кращому житлі, ніж глинобитна халупа; проте ці помірні вимоги природи часто вважаються достатніми в країнах, де «життя людини дешеве», а її потреби легко задовольняються.
Рікардо виходив з того, що заробітна плата робітників повинна регулюватись законом попиту й пропозиції, він був проти втручання держави в функціонування ринку праці й наполягав на необхідності відміни закони про бідних.

## Критика
Були соціалістичні критики Лассаля та нібито залізного закону про заробітну плату як марксисти, так і анархісти. Карл Маркс стверджував, що хоча існувала тенденція до зниження заробітної плати до рівня прожиткового мінімуму, були також тенденції, які діяли в протилежних напрямках. Маркс критикував мальтузіанську основу залізного закону про заробітну плату. За словами Мальтуса, людство значною мірою приречене жити в бідності, тому що збільшення виробничих можливостей призводить до збільшення населення. Маркс критикував Лассаля за неправильне розуміння Давида Рікардо. Маркс також зауважив, що основа того, що він назвав «сучасною політичною економією», для теорії вартості потребує лише певної величини заробітної плати. Він зробив це, вихваляючи фізіократів. Французький анархіст і революціонер-синдикаліст Еміль Пуже також критикував нібито залізний закон, заявивши, що «це навіть не гумовий закон!». Він стверджував на просто емпіричній основі, що в Англії, Сполучених Штатах і Австралії зарплата вища, а продукти першої необхідності нижчі, ніж у Франції.